# 1966年亚洲柔道锦标赛
1966年亚洲柔道锦标赛在菲律宾马尼拉举办。 

## 奖牌概况

### 男子项目
| Event                               | 金牌               | 银牌               | 铜牌                          |
| 轻量级 (68公斤级) （詳細）          | 山崎祐次郎（日本） | 安钟焕（大韩民国） | Chang（中国）                 |
| 轻量级 (68公斤级) （詳細）          | 山崎祐次郎（日本） | 安钟焕（大韩民国） | Chang（中国）                 |
| 中量级 (80公斤级) （詳細）          | 关根忍（日本）     | 尹福均（大韩民国） | Henry Ruth（马来西亚）        |
| 中量级 (80公斤级) （詳細）          | 关根忍（日本）     | 尹福均（大韩民国） | Chang（中国）                 |
| Heavyweight (80公斤以上级) （詳細） | 前岛延行（日本）   | 佐藤治（日本）     | 申锡基（大韩民国）            |
| Heavyweight (80公斤以上级) （詳細） | 前岛延行（日本）   | 佐藤治（日本）     | Paulus Prananto（印度尼西亚） |
| 无差别 （詳細）                     | 前岛延行（日本）   | 佐藤治（日本）     | 关根忍（日本）                |
| 无差别 （詳細）                     | 前岛延行（日本）   | 佐藤治（日本）     | 尹福均（大韩民国）            |

### 奖牌榜
| 排名 | 国家／地区 | 金牌 | 银牌 | 铜牌 | 總數 |
| ---- | ---------- | ---- | ---- | ---- | ---- |
| 1    | 日本       | 4    | 2    | 1    | 7    |
| 2    |            | 0    | 2    | 2    | 4    |
| 3    | 中國       | 0    | 0    | 3    | 3    |
| 4    | 马来西亚   | 0    | 0    | 1    | 1    |
| 4    | 印度尼西亞 | 0    | 0    | 1    | 1    |
| 总计 | 总计       | 4    | 4    | 8    | 16   |